# Antonio Raimondo
Antonio Raimondo (sinh ngày 18 tháng 3 năm 2004) là một cầu thủ bóng đá chuyên nghiệp người Ý hiện tại đang thi đấu ở vị trí tiền đạo cho câu lạc bộ Ternana, theo dạng cho mượn từ Bologna tại Serie A.

## Sự nghiệp thi đấu

### Bologna
Raimondo bắt đầu chơi bóng trước khi gia nhập học viện của Cesena, trước khi chuyển đến Bologna vào năm 2018. Tiền đạo này ký bản hợp đồng chuyên nghiệp đầu tiên với Bologna vào tháng 12 năm 2020. Sau đó, anh được đôn lên các đội trẻ của họ và ra mắt chuyên nghiệp cho Bologna vào ngày 17 tháng 5 năm 2021, khi vào sân thay người trong trận hòa 2–2 Serie A với Hellas Verona.
Sau một mùa giải nữa với đội U-19, Raimondo xuất phát ngay từ đầu vào ngày 21 tháng 5 năm 2022, thi đấu 75 phút trong trận đấu cuối cùng của mùa giải gặp Genoa, kết thúc với tỷ số 1-0 nghiêng về Bologna. Cùng ngày, huấn luyện viên Siniša Mihajlović đã thông báo rằng tiền đạo này sẽ chính thức được đôn lên đội một bắt đầu từ mùa giải 2022–23, cùng với Wisdom Amey, Riccardo Stivanello và Kacper Urbański.

### Quốc tế
Raimondo là cầu thủ trẻ đại diện cho Ý trên đấu trường quốc tế, đã từng thi đấu cho đội U-18.
Anh có tên trong đội hình tham dự Đại hội thể thao Địa Trung Hải 2022 ở Oran, Algérie. Ghi 6 bàn thắng trong 5 trận đấu, tiền đạo này đóng vai trò trụ cột trong chiến dịch của Azzurrini, khi Ý giành vị trí á quân sau khi thua 1–0 trước Pháp trong trận chung kết.